# 1949 في العراق
فيما يلي قوائم الأحداث التي وقعت خلال عام 1949 في العراق.

## سياسة

### تعيين في المنصب
- 1 يناير – عمر نظمي وزير الدفاع.
- 10 ديسمبر – علي جودت الأيوبي رئيس وزراء العراق.

## مواليد

### يناير
- 1 يناير – رند الرحيم فرانك دبلوماسية عراقية.
- 1 يناير – سيف الدين الراوي
- 1 يناير – عبد الرزاق العيسى سياسي عراقي.
- 1 يناير – علي كاظم لاعب كرة قدم عراقي.
- 1 يناير – فهد سالم الشكرة وزير تربية عراقي سابق.
- 1 يناير – فؤاد حسين
- 1 يناير – محمد مهدي صالح سياسي عراقي.
- 1 يناير – نجم الدين كريم

### مارس
- 24 مارس – علي أكبر صالحي سياسي إيراني.[1]

### يوليو
- 2 يوليو – آشور بيت سركيس

### غير معروف
- اعتقال الطائي – فنانة عراقية.

## وفيات

### فبراير
- 14 فبراير – يوسف سلمان يوسف (مواليد 1901) سياسي عراقي.